# 만수초등학교
만수초등학교는 대한민국 충청북도 청주시 흥덕구 오송읍 만수리에 있는 초등학교다.
왠진 모르겠는데, 1930년에 개교한 인천만수초등학교보다 학생 수가 많다.

## 학교 연혁
- 1953.04.01 강외국민학교 만수분교장 인가
- 1956.04.27 만수국민학교 승격 인가
- 1964.04.01 공북분교장 설치
- 1984.06.11 병설유치원 설립 인가
- 1995.03.01 공북분교장 폐교
- 1996.03.01 만수초등학교로 개칭
- 2006.10.01 오송생명과학단지 64블럭 신축 이전
- 2014.03.01 한국교원대학교 실습 협력 학교 지정
- 2017.02.14 제58회 졸업 162명, 총 졸업생 4,702명
- 2017.03.01 2017학년도 49(특수1 포함)학급 편성
- 2017.03.01 제24대 이상애 학교장 취임
- 2018.02.09 제59회 졸업 169명, 총 졸업생 4871명
- 2018.03.01 2018학년도 52(특수1 포함)학급 편성